# Grovana
Grovana es un fabricante de relojes suizo, fundado originalmente en 1924 en Tenniken (Cantón de Basilea-Campiña), Suiza, una localidad situada unos 16 km al sur de Basilea. La firma es una empresa privada y familiar.

## Visión general
En 2001, Grovana obtuvo una licencia para producir relojes de la marca Revue Thommen, que finalizó en 2014. La empresa cuenta con 35 empleados en su sede central.
Christopher Bitterli, hijo del fundador de la empresa, asumió la vicepresidencia en 1998 y ha sido presidente y director ejecutivo desde 2009.
Grovana distribuye sus relojes en todo el mundo a través de distribuidores minoristas y en línea.

## Eslogan
El eslogan corporativo de Grovana es "Tu tiempo es nuestra tradición".